# Rypellia hervebazini
Rypellia hervebazini är en tvåvingeart som beskrevs av Eugène Séguy 1935. Rypellia hervebazini ingår i släktet Rypellia och familjen husflugor. Inga underarter finns listade i Catalogue of Life.